# City Insurance
Societatea de Asigurare – Reasigurare City Insurance S.A. a fost o companie de asigurări generale din România.
A fost sponsorul principal al echipei de fotbal FCSB.

## Legături externe
- cityinsurance.ro/